# Quai du Président-Paul-Doumer
Le quai du Président-Paul-Doumer est une voie de circulation se trouvant à Courbevoie.

## Situation et accès
Ce quai part du pont de Neuilly au sud, et longe la Seine dans la direction du nord-est jusqu'au pont de Courbevoie, au carrefour de la rue Victor-Hugo.
Il forme le point de départ de plusieurs rues qui se dirigent vers la Seine, notamment la rue de l'Abreuvoir, la rue Ficatier et la rue Sainte-Marie.

## Origine du nom
Il porte le nom de Paul Doumer (1857-1932), président de la République française entre 1931 et 1932.

## Historique

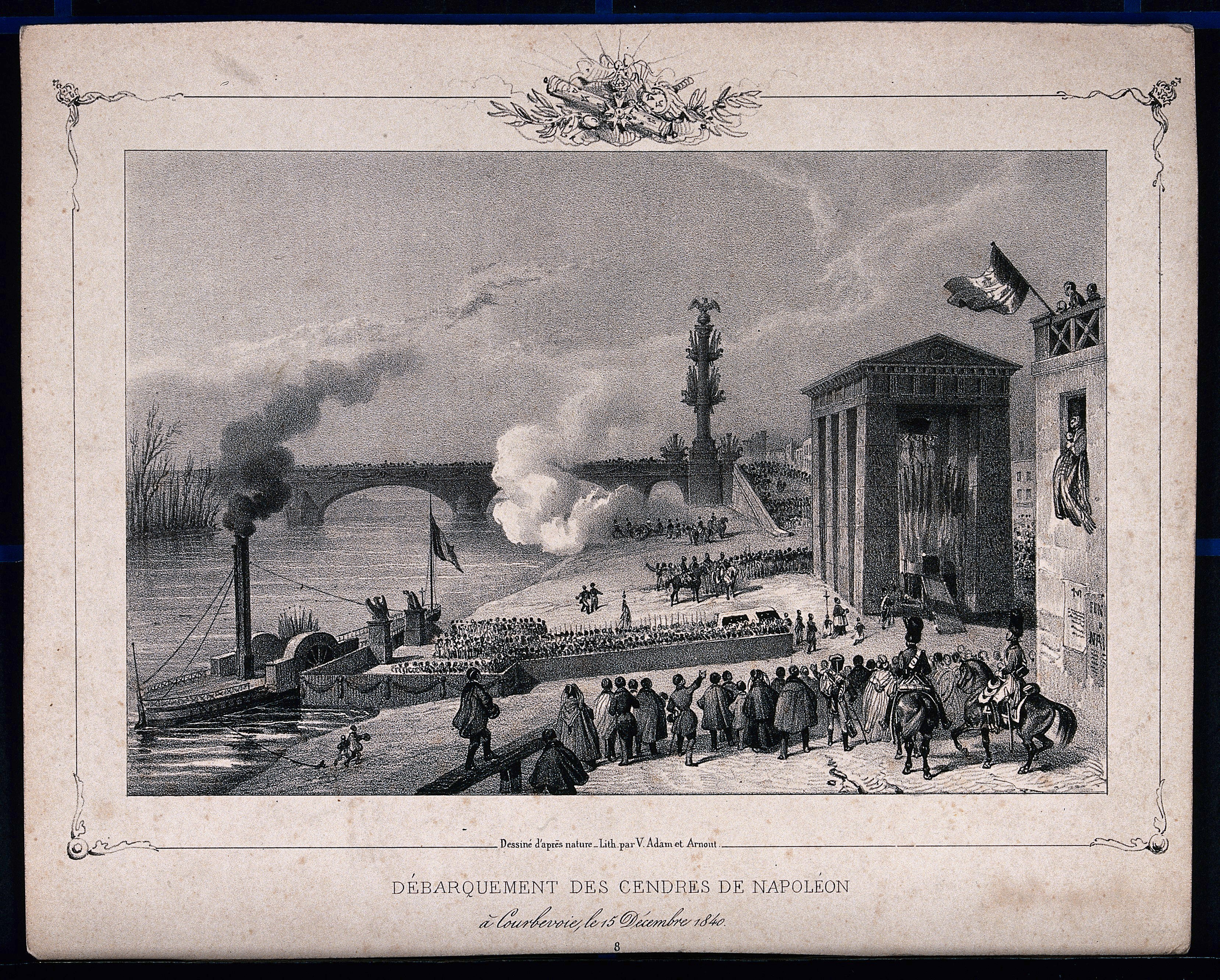
Arrivée à Courbevoie du bateau contenant les cendres de Napoléon.

En 1840, à cet endroit qui s'appelait encore quai de Courbevoie, a été rapatrié en France le cercueil de Napoléon Ier.
Le pont de Neuilly fut à cette occasion décoré d'une colonne rostrale de 45 mètres de haut, et d'une pyramide portant la mention : « La commune de Courbevoie à l’Empereur Napoléon ». Au sommet de cette colonne fut placée une statue de l'Empereur, œuvre du sculpteur Charles Émile Seurre, et qui venait de la colonne Vendôme
En 1852, Napoléon III fit réaliser par Auguste Dumont, une nouvelle statue de son oncle, qui fut placée au centre du rond-point de Courbevoie. Elle fut finalement déboulonnée en 1871 et installée à l'Hôtel des Invalides en 1911.
En 1940, fut inaugurée une stèle ornée d’un aigle provenant des Tuileries à l’emplacement présumé du débarquement. Elle fut déplacée vers la nouvelle place Napoléon 1er, et le monument actuel inauguré le 15 décembre 1980.
Le quai fait partie de la route départementale 7 du département des Hauts-de-Seine aménagée en Voie Rapide Gauche Seine, de 2 X 2 voies ou 2 X 3 voies à partir de 1970. Les voies nord-ouest (direction d'Asnières) sont surplombées au nord de la rue Sainte-Marie par un espace vert, la promenade Paul-Doumer. Le quai domine la promenade des berges réservée aux piétons et aux circulations douces.

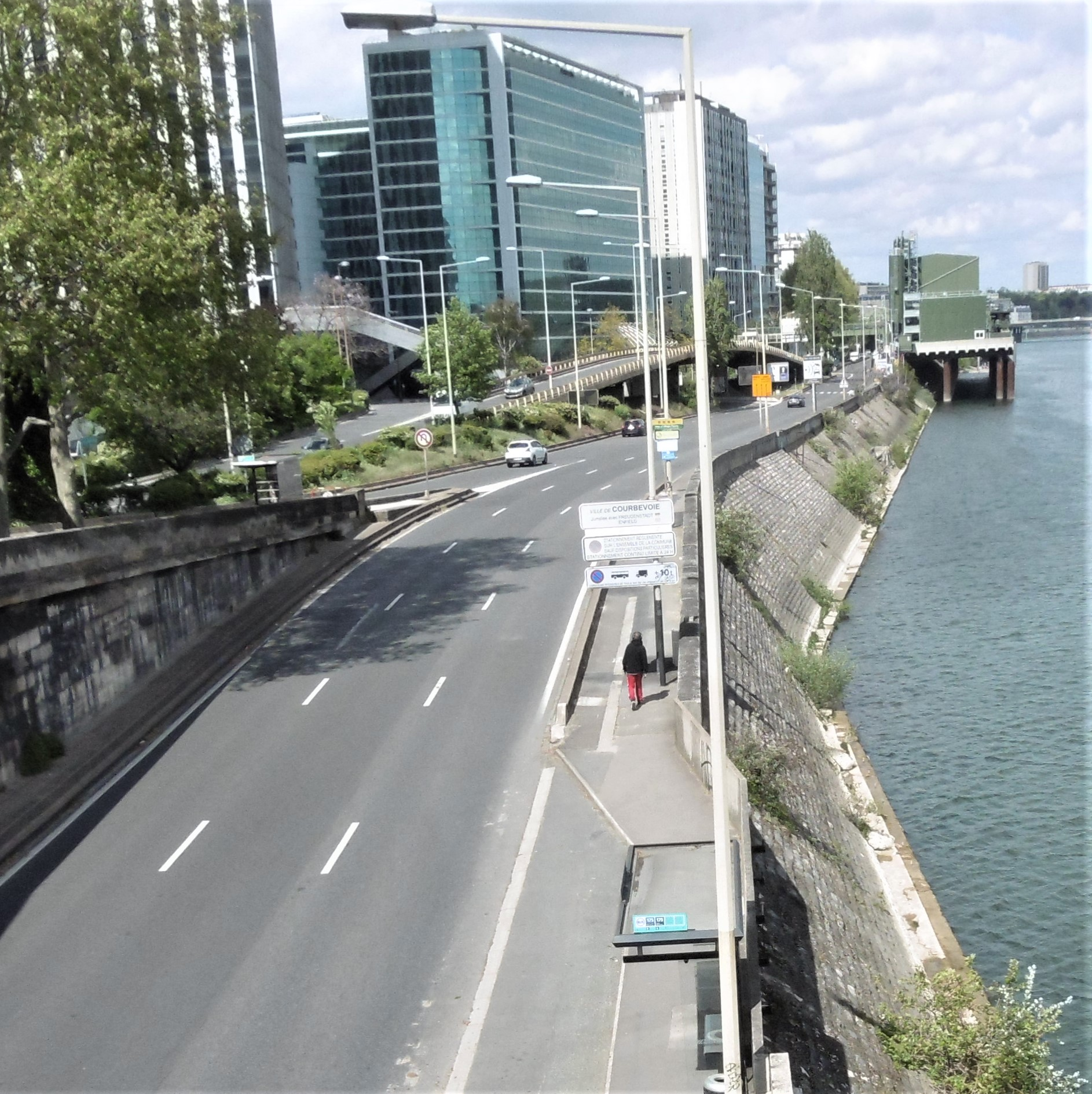
Le quai Paul-Doumer vu du pont de Neuilly.
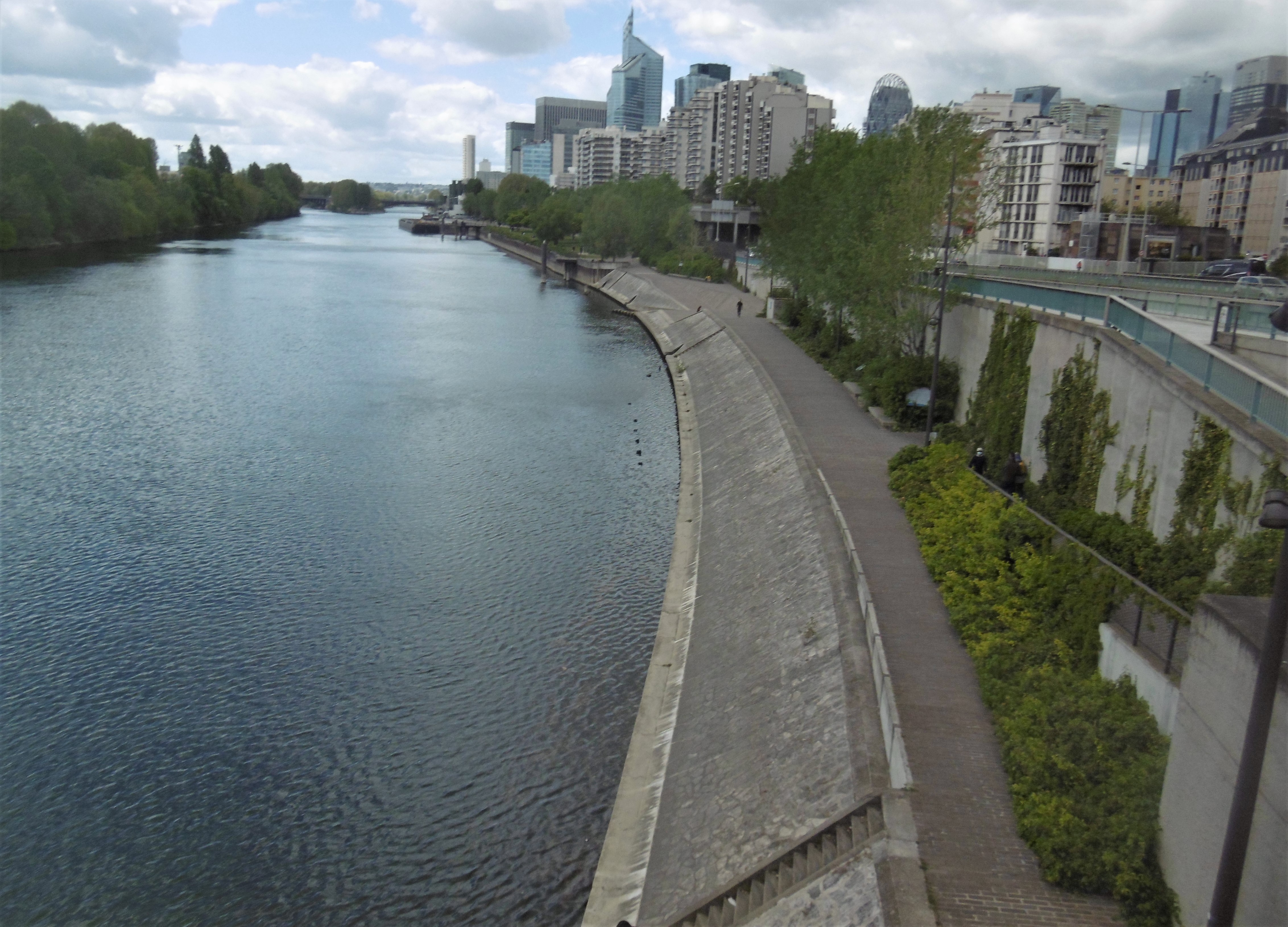
La Seine à Courbevoie vue vers le pont de Neuilly, à droite le quai du Président Paul-Doumer surplombant la promenade des berges.
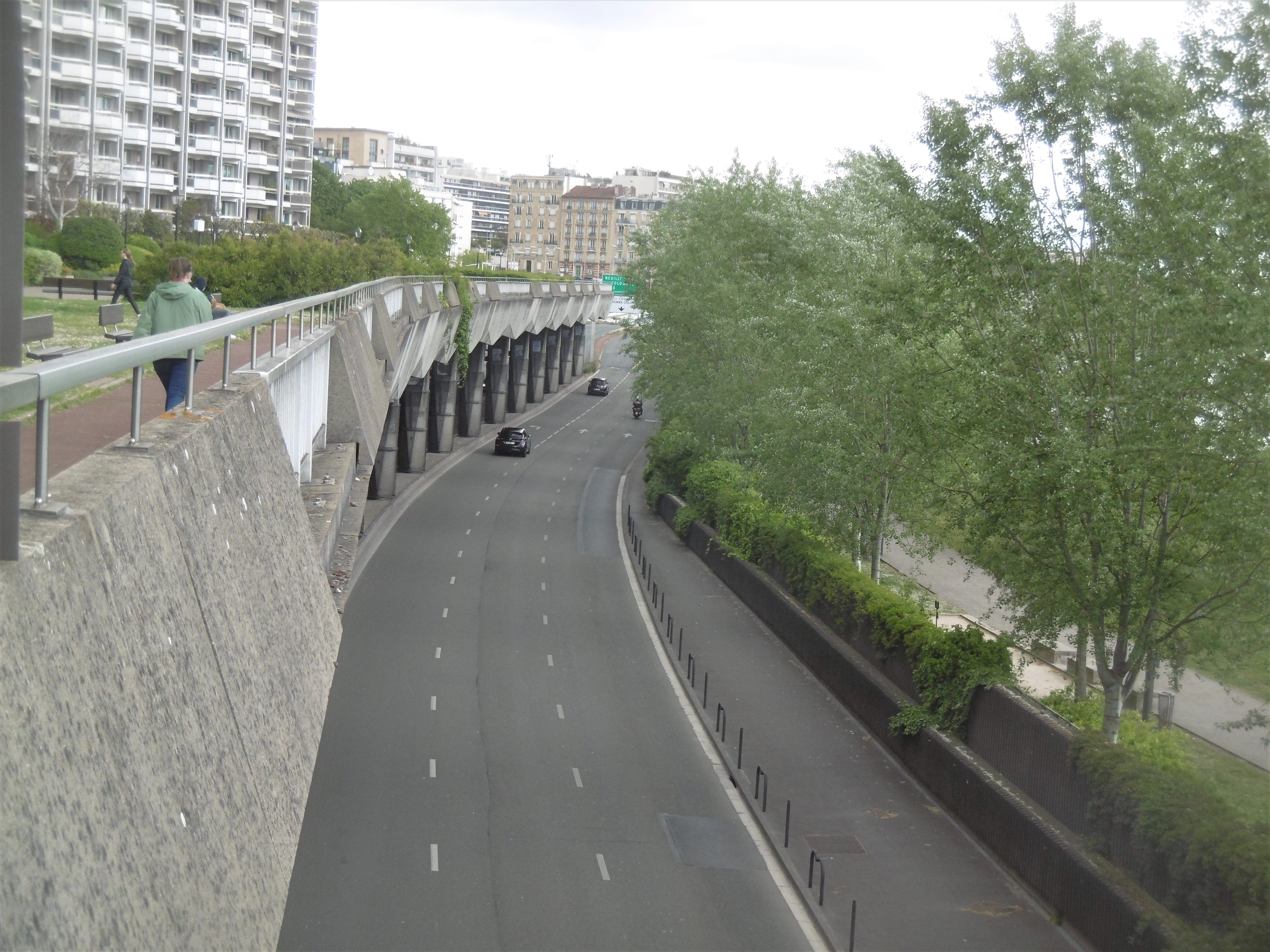
Quai Paul-Doumer à Courbevoie vu vers le pont de Courbevoie. Promenade Paul-Doumer en surplomb à gauche.

## Bâtiments remarquables et lieux de mémoire
- Projet des tours Hermitage Plaza[6].
- Au no 17 se trouvaient les studios de cinéma « Photosonor », détruits le 31 décembre 1943 par un bombardement. L'attaque fit 33 victimes parmi les techniciens ou acteurs[7], inhumés au cimetière des Fauvelles.